# Wincenty Rogala
Wincenty Rogala (ur. 9 kwietnia 1871 we Wielu, zm. 18 stycznia 1958 tamże) – działacz kaszubski zaangażowany w walkę wyborczą polskich kandydatów do sejmu pruskiego i parlamentu Rzeszy, popularyzator kultury kaszubskiej, powszechnie znany pod pseudonimami Wicek z Wiela, druh Wicek, Grol. Zwany był "Kaszubskim Sabałą".

## Życiorys
Syn Piotra. W latach 1888–1891 kształcił się na kupca w sklepie kolonialnym w Starej Kiszewie, następnie praktykował w składzie aptecznym w Czersku, potem w restauracji w Brusach, wreszcie wstąpił do szkoły ogrodniczej w Chojnicach. W tym czasie nabawił się gruźlicy, po wyleczeniu której udał się na emigrację.
W 1895 wyjechał w celach zarobkowych do Niemiec (Berlin, Brema, Nadrenia, Westfalia), gdzie przy okazji udzielał się w polskich organizacjach kulturalno-patriotycznych. Był uczestnikiem zespołów teatralnych, chórów, nauczył się także gry na instrumentach smyczkowych.
Po powrocie na Kaszuby w 1901 r. próbował z bratem – Tomaszem, założyć gospodę wycieczkową, ale wymagania östmarkenpolitik uniemożliwiły ten zamiar. Wrócił do kupiectwa i ogrodnictwa, a jednocześnie założył Chór Męski Żaba i organizował z Teofilem Liberą śpiewy kościelne w niedalekim Karsinie.
W czasie I wojny światowej pracował jako sanitariusz. W trakcie II wojny światowej został wywieziony do obozu w Potulicach za odmowę podpisania volkslisty. Po wojnie zorganizował chór Arion i prowadził go niemal do śmierci.
Został patronem szkół podstawowych w Karsinie i Wielu oraz ulic w Bydgoszczy, Brusach, Chojnicach, Czersku, Lęborku, Starogardzie Gdańskim i Wielu.

## Odznaczenia
- Złoty Krzyż Zasługi (1954, za zasługi w dziedzinie popularyzacji muzyki i pieśni ludowej)[3]